# Culte a John Frum

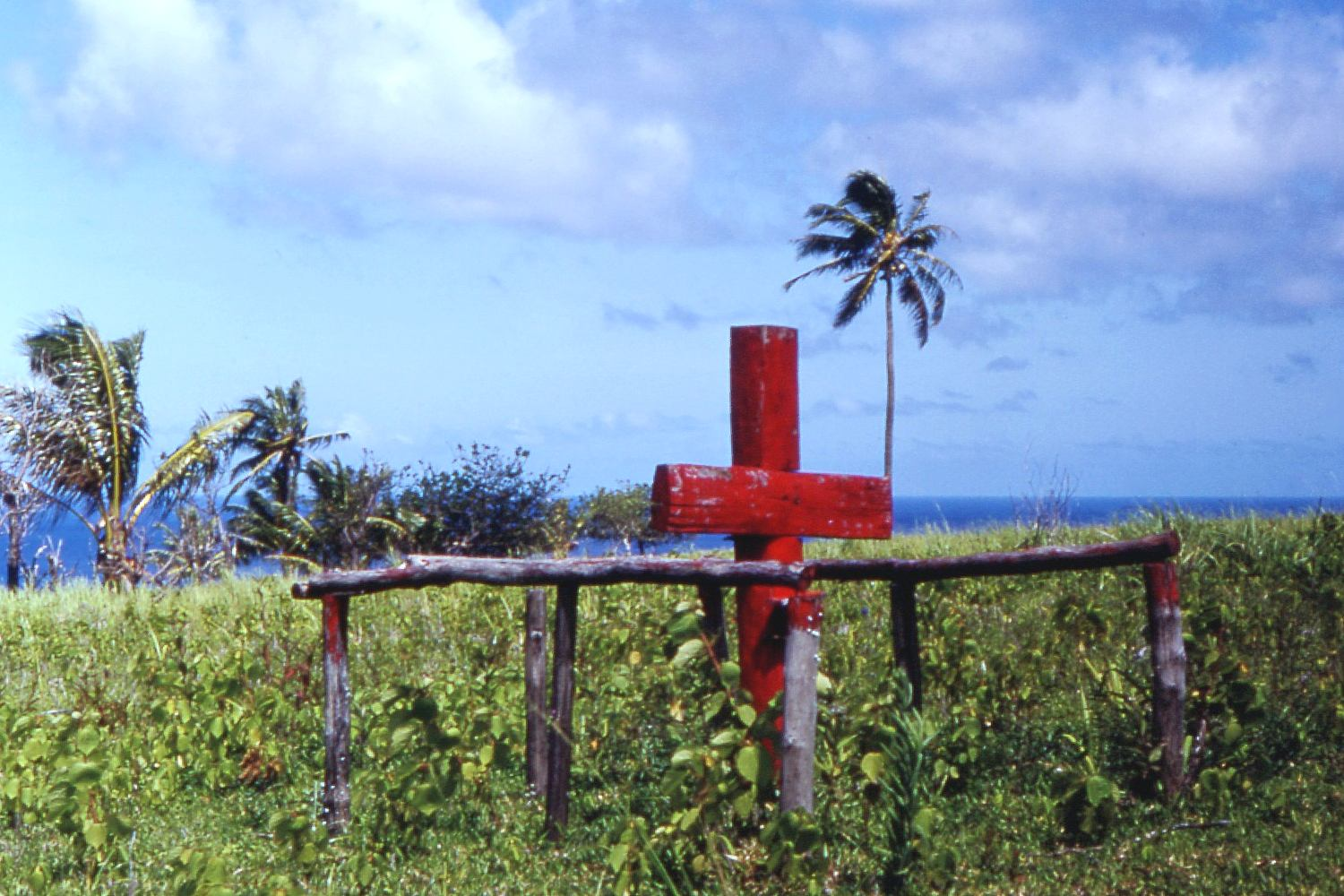
Creu cerimonial del culte a John Frum.

El culte a John Frum és un culte cargo sorgit en la dècada de 1940 a Tanna, a l'arxipèlag de Vanuatu, en el qual s'adora a una persona coneguda com a John Frum, que es suposa que va abandonar l'illa prometent que tornaria amb regals. No se sap amb certesa si John Frum ha existit realment. Una llegenda afirma que es tratava d'un home de poca alçada amb el cabell blanc, un to de veu alt, i que portava un abric amb botons brillants. En cas d'haver existit, podria haver-se tractat d'un membre de les Forces Armades dels Estats Units. Unes llegendes afirmen que els nadius van poder veure aquest nom escrit en un uniforme; unes altres creuen que algun soldat es presentaria com "John from America" (John, dels Estats Units) i només la primera part de la presentació es va recordar.
Els nadius seguidors del culte creuen que John Frum tornarà un dia a l'illa carregat de carregament i provisions, entre les quals s'inclourien un motor de 25 CV per al vaixell del poble. Tots els 15 de febrer els seguidors del culte celebren el dia de John Frum, sent aquest el dia en el qual John Frum tornarà, encara que els seguidors del culte desconeixen l'any.